# 雅尔·鲁宾斯坦
雅爾·魯賓斯坦（罗马化：Yael Rubinstein）是一位以色列外交官，自2003年起展開其外交生涯。她曾於2013年至2017年間擔任以色列駐新加坡大使，亦曾出任以色列駐泰國及柬埔寨大使。

## 教育
- 1982年，於耶路撒冷希伯來大學獲得經濟學與國際關係學士學位[4]。
- 1983年，於耶路撒冷希伯來大學獲得經濟學碩士學位[4]。
- 2011年，於海法大學完成政治學碩士課程[4]。

## 外交生涯

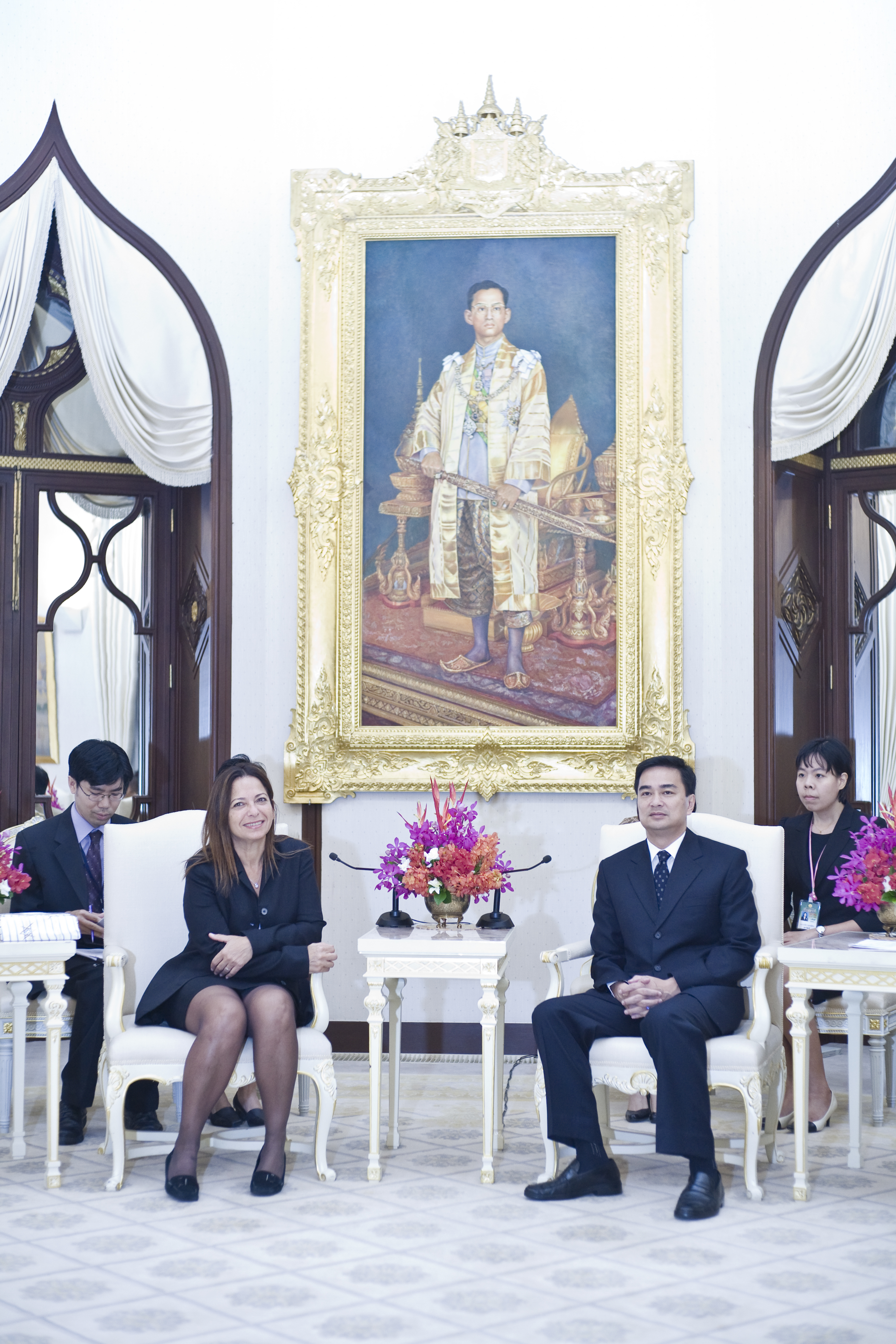
魯賓斯坦與泰國首相會晤

2003年，雅尔·鲁宾斯坦出任以色列外交部中歐司官員，同時擔任斯洛伐克、斯洛文尼亞和克羅地亞的非常駐特命全權大使。
2005年至2009年，她擔任以色列駐泰國及柬埔寨大使。2008年，她籌辦祖賓·梅塔與以色列愛樂樂團在泰國的首次演出。
2017年2月，在新加坡舉行的Cybertech會議上，魯賓斯坦大使見證了以色列本-古里安大學與新加坡南洋理工大學之間簽署的網絡安全合作協議，這是雙方首次在該領域簽署合作協議。

## 個人生活
魯賓斯坦出生於以色列。她現任丈夫為婦產科醫生丹·謝爾曼（Dan Sherman）。她曾與經濟學家阿列爾·魯賓斯坦（Ariel Rubinstein）結婚，並育有兩个孩子。